# عبداله اندیایه
عبداله اندیایه (انگلیسی: Abdoulaye Ndiaye؛ زادهٔ ۱۰ آوریل ۲۰۰۲) بازیکن فوتبال اهل سنگال است.
وی همچنین در تیم‌های ملی فوتبال زیر ۲۳ سال سنگال و سنگال بازی کرده است.